# Sulcastrella clausa
Sulcastrella clausa är en svampdjursart som beskrevs av Schmidt 1879. Sulcastrella clausa ingår i släktet Sulcastrella och familjen Desmanthidae. Inga underarter finns listade i Catalogue of Life.